# غراسيلا دانييلي
غراسيلا دانييلي (بالإسبانية: Graciela Daniele)‏ هي مديرة موسيقية وكاتِبة ومخرجة أرجنتينية، ولدت في 8 ديسمبر 1939 في بوينس آيرس في الأرجنتين.

## وصلات خارجية
- غراسيلا دانييلي على موقع IMDb (الإنجليزية)
- غراسيلا دانييلي على موقع ميوزك برينز (الإنجليزية)
- غراسيلا دانييلي على موقع قاعدة بيانات برودواي على الإنترنت (الإنجليزية)
- غراسيلا دانييلي على موقع قاعدة بيانات الفيلم (الإنجليزية)